# 泉佐野市立佐野台小学校
泉佐野市立佐野台小学校（いずみさのしりつ さのだいしょうがっこう）は、大阪府泉佐野市東佐野台にある公立小学校。

## 通学区域
- 佐野台、東佐野台、南泉ヶ丘、上瓦屋、下瓦屋、日根野[1]

※卒業後は基本的に泉佐野市立新池中学校に進学する。